# Kostel svatého Karla Boromejského (Opatovice)
Kostel svatého Karla Boromejského je římskokatolický chrám v obci Opatovice v okrese Brno-venkov. Je filiálním kostelem rajhradské farnosti. Jednolodní kostel s věží byl postaven v letech 1868–1869 na místě dřívější kaple z roku 1772. Před kostelem se nachází socha svatého Karla Boromejského a kamenný kříž.

## Historie

### Původní kaple
Opatovice od svého založení spadaly pod správu benediktinského kláštera v Rajhradě. Obyvatelé Opatovic museli navštěvovat bohoslužby ve farním kostele kláštera. Při jarních povodních však nebylo možné se do kostela dostat, proto bylo Opatovicím povoleno sloužit při povodních a některých svátcích mše ve vlastní kapli. Ta byla vybudována roku 1677 po morových epidemiích. Kaple byla zasvěcena morovým světcům – sv. Karlu Boromejskému, sv. Šebestiánovi, sv. Rochu a sv. Rozálii. Od roku 1682 zde byla sloužena mše jednou ročně, na svátek sv. Karla Boromejského, později pak i vícekrát do roka, především při povodních. Při požáru Opatovic v srpnu 1769 vyhořela i kaple. Tehdejší probošt rajhradského kláštera Otmar Karel Konrád OSB nechal vybudovat novou, větší kapli. Ta byla benedikována 4. listopadu 1772, na svátek sv. Karla Boromejského. Roku 1847 byla kaple rozšířena a přistavěna věžička se zvonem o váze 100 kg. Kvůli nevhodnému statickému zatížení začala po několika letech praskat klenba a hrozilo její zřícení. Vznikly debaty, zda kapli opravit nebo postavit nový kostel.

### Stavba nového kostela
S myšlenkou na stavbu kostela přišel rajhradský kooperátor P. Vojtěch J. Slouk OSB. Tento nápad byl v obci předmětem debat, nakonec však bylo o stavbě rozhodnuto. Vypracováním projektu byl v lednu 1868 pověřen židlochovický stavitel Karel Jiruš. Ten v únoru 1868 předvedl plány a rozpočet na 19 000 zlatých. Původní kaple byla zbourána v květnu 1868 a poté bylo započato s výkopy základů. Při výkopech bylo nalezeno množství lidských kostí, což potvrdilo, že se zde v minulosti nacházel hřbitov. Dne 19. června 1868 byl rajhradským opatem Güntherem J. Kalivodou OSB slavnostně posvěcen pamětní kámen, zazděný na východní straně kostela. V té době zdivo dosahovalo do výšky jednoho metru. Dne 25. října 1868 byly z Vídeňského Nového Města dovezeny čtyři nové zvony, vážící 1120 kg. Cena zvonů činila 1800 zlatých. Zvony byly posvěceny v rajhradském klášteře a poté slavnostně převezeny do Opatovic. P. Vojtěch J. Slouk OSB opatřil věžní hodiny, pocházející z konventu dominikánek na Starém Brně. Věž kostela byla zastřešena v dubnu 1869. V červenci 1869 stavbu kostela navštívil Msgre Mariano Falcinelli, tehdejší papežský nuncius ve Vídni. Od léta 1869 začalo vybavování interiéru. Byly pořízeny varhany za 850 zlatých, které zhotovil brněnský varhanář František Mikeš. Náklady na interiér nakonec přesáhly částku 2500 zlatých. Kostel byl benedikován 4. listopadu 1869 rajhradským opatem Güntherem Kalivodou OSB.
Finance na stavbu kostela byly převážně získávány dary obyvatel obce. Tato velmi nákladná stavba Opatovice finančně vyčerpala. Další prostředky pomohl opatřit P. Vojtěch J. Slouk OSB, který také namaloval jeden z obrazů v kostele. Část stavebního materiálu poskytl rajhradský klášter.

### Další osudy kostela
První velká oprava kostela proběhla v letech 1902–1903. Při té příležitosti byla věž opatřena novými hodinami. V roce 1917 byly rekvírovány 3 kostelní zvony. Dále byly o rok později zabaveny cínové píšťaly varhan a nahrazeny zinkovými. Nové zvony, z nichž největší vážil 620 kg, byly pořízeny v roce 1929 za 31 700 Kč. Tento obnos byl získán obecní sbírkou. Roku 1934 byl z obecního rozpočtu kostel elektrifikován a v roce 1936 opatřen novou střechou. Roku 1939 obec pořídila nové varhany nákladem 15 000 Kč, které zhotovila firma Jan Mudroch z Tišnova. V roce 1942 byly opět rekvírovány zvony, jeden z menších zvonů však byl po válce nalezen a navrácen.
Během bojů o Opatovice v dubnu 1945 byl kostel těžce poškozen ostřelováním. Shořela střecha kostelní věže, část klenby kostela se propadla a byla rozbita okna. Brzy po skončení války započaly opravy pod vedením Jana Horáka, stavitele ze Židlochovic. Akademický malíř Antonín Sychra na klenbě kostela zhotovil malby dvanácti českých patronů. Přes obtížnou poválečnou situaci byla rekonstrukce ukončena 15. prosince 1946. Celkové náklady dosáhly 411 000 Kčs, z toho 130 000 Kčs bylo získáno jako státní příspěvek a zbytek dary opatovických farníků.
Roku 1955, kdy v kostelní věži byl zavěšen pouze malý zvon z roku 1721 od zvonaře Sigmunda Kercknera z Brna dovezený do Opatovic někdy po roce 1945 z Mikulova (to dokládá mimo jiné vyorbazený na zvonu alianční erb Dittrichštějnů - Pruskovců),[zdroj?] byly ve zvonařství Kovolit Česká u Brna ulity pro kostelní věž dva nové zvony: zvon Maria o váze 350 kg a zvon Karel Boromejský o váze 250 kg. Byly také provedeny menší opravy interiéru.
Od začátku 50. let nastalo pro farnost těžké období. V roce 1950, v rámci 2. vlny Akce K, byl internován rajhradský opat Václav J. Pokorný OSB spolu s P. Vojtěchem Horákem OSB Janem Nep. Kopáčkem OSB. Zůstal jen farář P. Karel Musil OSB, který byl vysokého věku a špatného zdraví, který dostal na výpomoc kaplana P. Josefa Holzmana OSB. Po odchodu P. Josefa Holzmana OSB do penze nastoupil jako kaplan P. František Fučík, který zde sloužil 40 let. Od poloviny 50. let, kvůli nátlaku státní moci, nastal v Opatovicích postupný a trvalý odliv věřících. Větší část těch co zůstali tvořily ženy.
Během 60. let probíhaly menší opravy kostela, trvalým problémem však byl nedostatek financí a pracovních sil. Větší oprava proběhla roku 1968, z větší části zaplacená opatovickými farníky. Další opravy v 70. letech zahrnovaly rekonstrukci střechy a výmalbu. Roku 1984 byla následkem větrné smršti natolik poškozena střecha, že bylo nutné vyměnit veškerou krytinu.
Od roku 1998 probíhala celková postupná rekonstrukce kostela. Byla zde zavedena voda a nové plynové topení. V roce 2004 byly ošetřeny krovy, o dva roky později byla provedena oprava a výměna oken. Kvůli zabránění praskání zdiva byla klenba zpevněna ocelovými lany. Roku 2007 proběhla sanace zdiva nákladem 580 000 Kč. To umožnilo zahájit celkovou rekonstrukci fasády, která započala v roce 2009. V témž roce byla střecha věže opatřena novým měděným pláštěm. Před vstupem do kostela přibyla nová socha svatého Karla Boromejského a byl opraven kříž po pravé straně vstupu.
Dne 2. listopadu 2012 byla v předsíni kostela instalována bronzová pamětní deska věnovaná P. Vojtěchu Sloukovi. Deska má rozměry 90×70 cm a hmotnost 44 kg. Jejím autorem je rajhradský archivář a sochař Ivo Durec.

## Socha a kříž před kostelem
Vlevo od vchodu před jižním průčelím se nachází socha svatého Karla Boromejského v nadživotní velikosti, zhotovená sochařem Ivo Durcem. Socha je vytvořena z umělého kamene odstínu světlého pískovce, výška včetně podstavce je 220 cm. Tvář světce je vymodelována podle jeho posmrtné masky. Dílo vzniklo jako náhrada původní sochy sv. Karla Boromejského. Ta byla nejprve součástí sochařské výzdoby Pitrova mostu v Rajhradě; od roku 1790 stála na opatovické návsi, odkud byla v roce 1962 přemístěna do areálu rajhradského kláštera, kde se nachází dodnes. Nová socha byla vysvěcena 1. listopadu 2009 převorem rajhradského kláštera Augustinem Gazdou. Na podstavci vpředu je nápis CAROVS BORROMEVS, vpravo ORA PRO NOBIS, vlevo EPISC. MILANENSIS.
Vpravo od vchodu před jižním průčelím se nachází kamenný kříž z roku 1871, pocházející ze zatopené obce Mušov, kde stával na návsi. Kříž nechal roku 1971 do Opatovic převézt P. František Fučík. Před kostelem byl kříž umístěn v roce 1980. V roce 2009 byl kříž restaurován akademickým sochařem Radomírem Vavrušou.

## Galerie

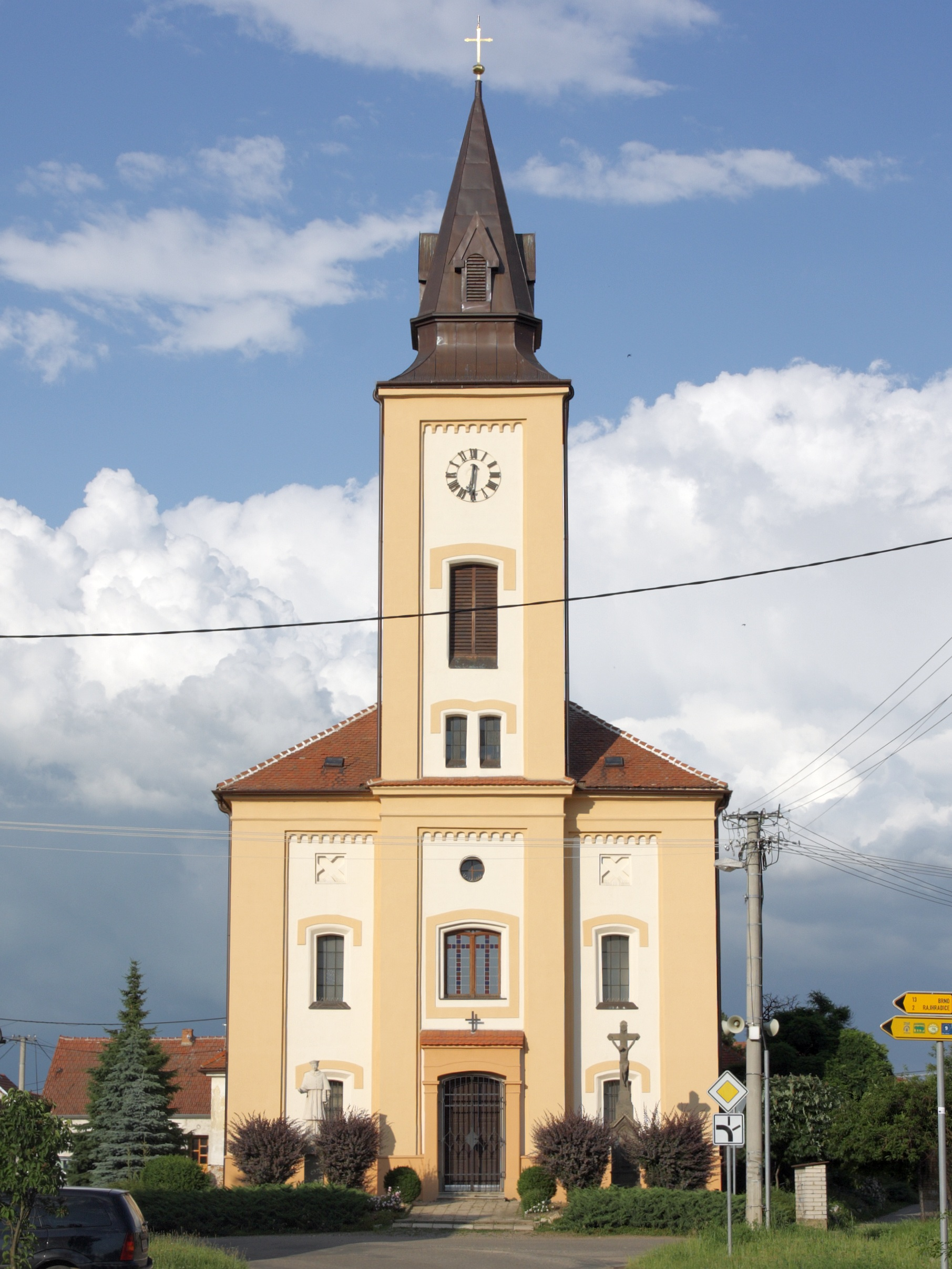
Pohled na jižní průčelí
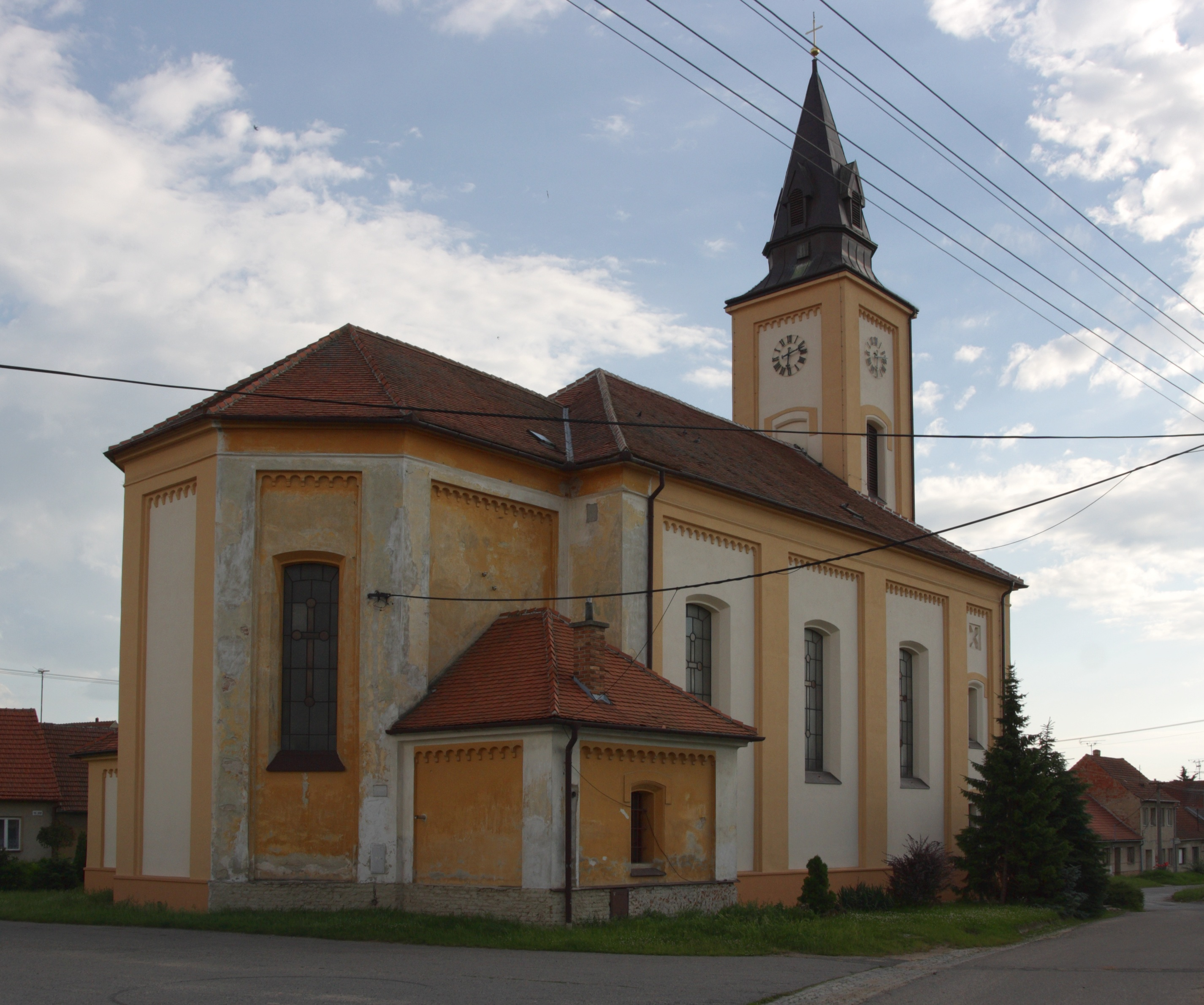
Pohled na presbytář a sakristii
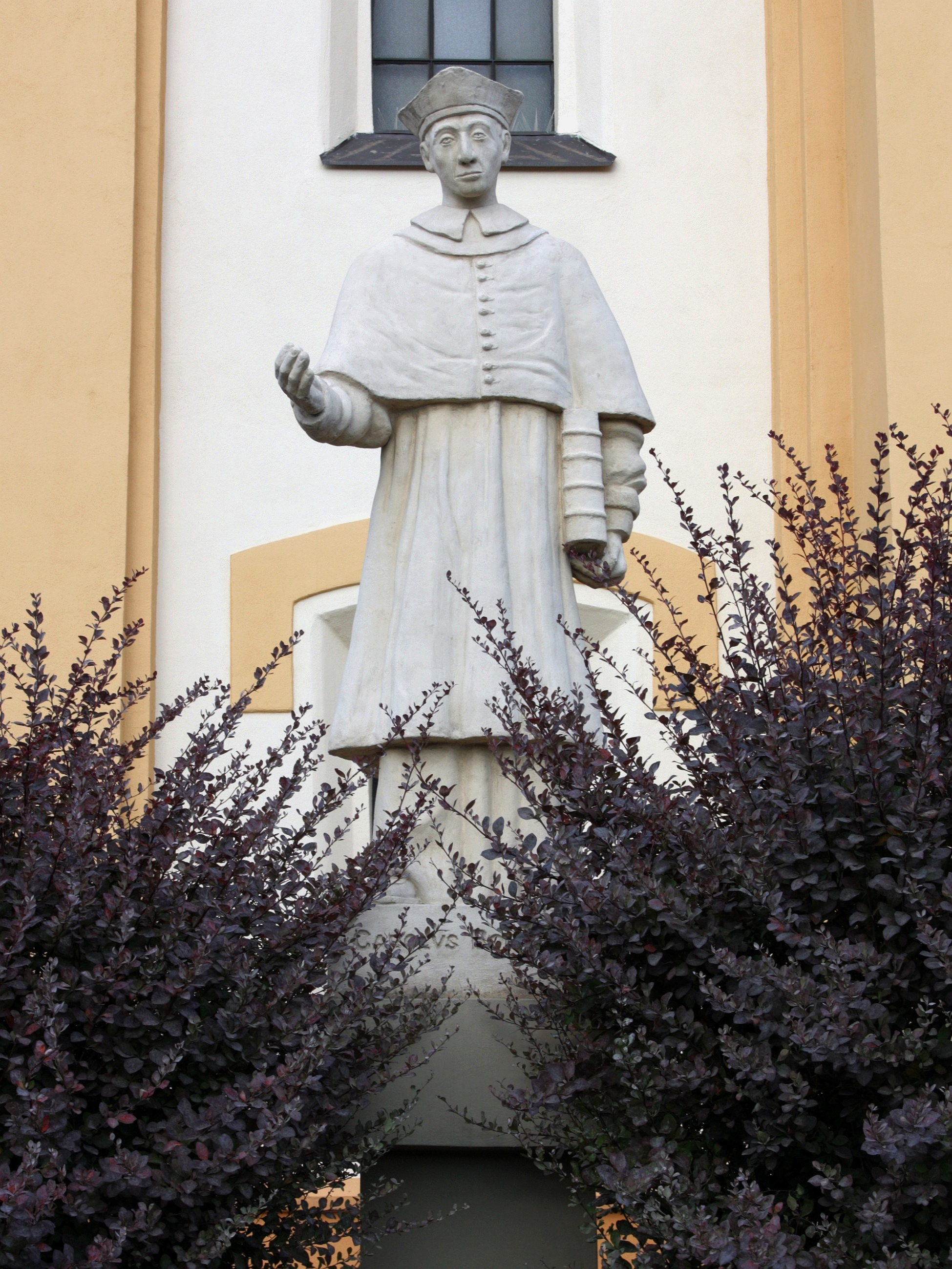
Socha svatého Karla Boromejského před kostelem
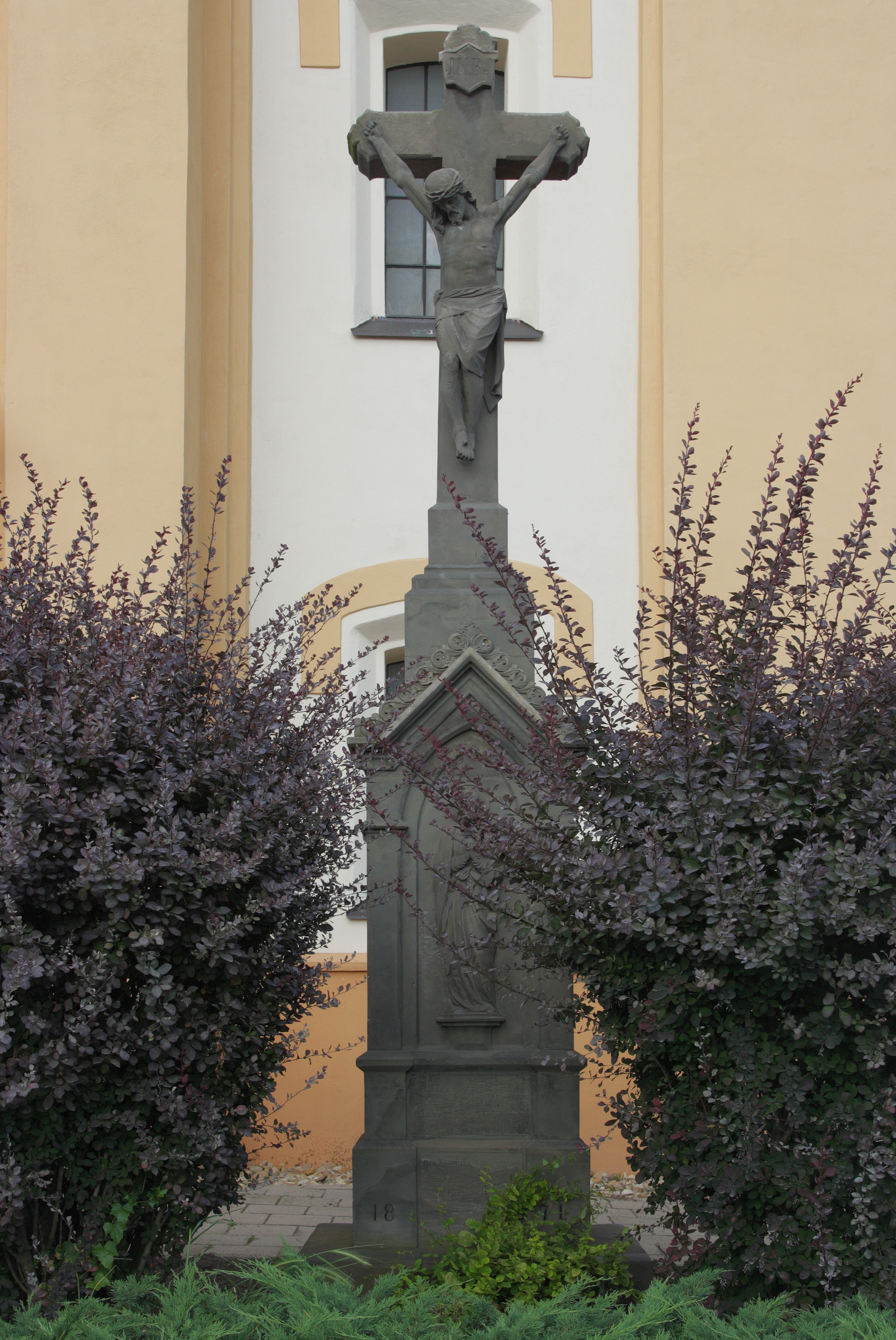
Kříž ze zaniklé obce Mušov před kostelem